# Olga Wladimirowna Skabejewa

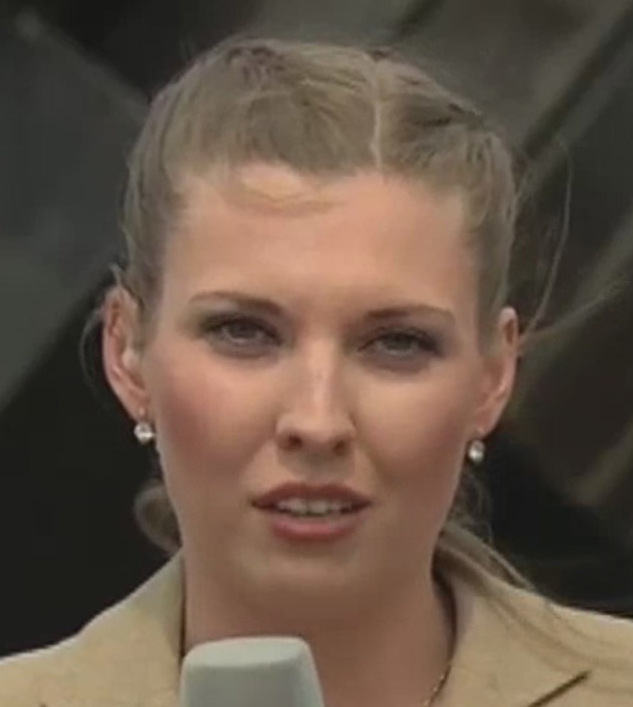
Olga Skabejewa (2013)

Olga Wladimirowna Skabejewa (russisch О́льга Влади́мировна Скабе́ева; * 11. Dezember 1984 in Wolschski, Oblast Wolgograd, RSFSR, UdSSR) ist eine russische Journalistin und Fernsehmoderatorin des staatlichen Fernsehsenders Rossija 1. Sie gilt als führende Exponentin der russischen Staatspropaganda. Gemeinsam mit ihrem Ehemann Jewgeni Popow moderiert sie die beliebteste politische Talkshow in Russland, 60 Minut.

## Leben
Skabejewa erwarb die allgemeinbildende Schulbildung in ihrer Geburtsstadt Wolschski und entdeckte in der 10. Klasse ihre Leidenschaft für den Journalismus. Ihre journalistische Laufbahn begann in einer Lokalzeitung. Später studierte sie Journalismus an der Staatlichen Universität Sankt Petersburg. Während der Studienzeit arbeitete sie im TV-Programm Westi Sankt Petersburg.
2007 erhielt Skabejewa in der Kategorie „Talent des Jahres“ den Medienpreis „Goldene Feder“. 2008 wurde sie Preisträgerin des Wettbewerbs „Beruf – Reporter“ in der Kategorie „Journalistische Untersuchung“ (russisch Журналистское расследование).
Nach dem Hochschulabschluss 2008 bekam Skabejewa eine Stelle in der staatlichen Medienholding-Gesellschaft WGTRK und wurde Korrespondentin des Nachrichtenprogramms Westi.
In den Jahren 2012 und 2013 machte sie sich einen Namen durch ihre Berichterstattung über die Pussy-Riot-Prozesse, Anti-Regierungs-Kundgebungen und Ermittlungen gegen Anhänger der Opposition.
Von 2015 bis 2016 moderierte sie die Autorensendung Westi.doc auf dem staatlichen Fernsehsender Rossija 1. Im September 2016 übernahm sie zusammen mit ihrem Ehemann Jewgeni Popow die Moderation der politischen Talkshow 60 Minut.

## Kritik
In ihren Reportagen übt Skabejewa systematisch Kritik an der russischen Opposition. Fernsehkritiker werfen ihr unter anderem einen „anklagenden Moderationsstil“ vor und heben ihre ausgeprägte „metallische Stimme“ hervor. Für diese Art der Berichterstattung bekam sie den Spitznamen „Eiserne Puppe des Putin-TV“.
Während der Diskussionen neigt sie oft zu skandalösen Äußerungen, diffamiert und beleidigt Andersdenkende. Im Zusammenhang mit dem russischen Krieg in der Ukraine würdigte Skabejewa immer wieder ukrainische Politiker herab. Abgeordnete der Kommunistischen Partei Russlands beschuldigen die Journalistin der übermäßig aggressiven antiukrainischen Rhetorik.
Nach dem russischen Überfall auf die Ukraine wurden Unterhaltungssendungen ausgesetzt und News verlängert, darunter 60 Minut und deren Wiederholung, wozu Ellen Ivits auf Stern.de schrieb:

„Fünf Stunden täglich flimmern die hassverzerrten Gesichter der Moderatoren Ewgenij Popow und Olga Skabejewa auf den TV-Bildschirmen. Das Ehepaar gehört zu den treuesten Einpeitschern der Kreml-Propaganda.“

Laut der Journalistikprofessorin Sarah Oates von der University of Maryland ist alles, was Skabejewa in ihren Talkshows auf dem staatlichen Fernsehsender Rossija 1 sagt, an der Rhetorik der offiziellen Staatslinie ausgerichtet.

## Korruptionsverdacht
Alexei Nawalnys Antikorruptionsstiftung FBK veröffentlichte am 29. Juli 2021 einen Bericht, aus dem hervorgeht, dass Skabejewa gemeinsam mit ihrem Kollegen und Ehemann Jewgeni Popow eine Wohnung und weitere Räumlichkeiten im elitären Moskauer Wohnkomplex „WTB Arena Park“ besitzt. Der Gesamtwert der Immobilien wird auf 300 Millionen Rubel (ca. 3,5 Mio. Euro) geschätzt, was etwa dem 11,5-Fachen des gemeinsamen, vom staatlichen Fernsehen bezogenen Jahreseinkommens des Ehepaares entspricht. Dieses hatte das Investigativ-Magazin The Insider zuvor auf 26 Mio. Rubel (ca. 300.000 Euro) beziffert. Beide haben keine weiteren, durch geschäftliche oder berufliche Tätigkeiten bedingten Einkommensquellen.

## Sanktionen der EU und weiterer Staaten
Am 28. Februar 2022 setzte die Europäische Union sie im Zusammenhang mit dem Überfall Russlands auf die Ukraine auf die Sanktionsliste. Seit dem 4. März 2022 wurde Skabejewa auch von der Schweiz mit Sanktionen belegt. Gegenwärtig (Stand: 4. Juni 2023) befindet sich Skabejewa auch auf den Sanktionslisten der Vereinigten Staaten, Großbritanniens, Kanadas, Australiens, Japans und der Ukraine.

## Privates
Skabejewa und Popow sind seit 2013 verheiratet und haben einen Sohn.